# 대결 8대 1
대결 8대 1은 2008년 1월 21일부터 2008년 4월 21일까지 SBS에서 방영된 예능프로그램이다. 《야심만만》후속작 방영이 취소되었을 때 빈 시간대를 인계했으며 2007년 10월 4일 목요일 시간에 처음 편성됐으나 2006년 11월 5일부터 일요일 오후 6시 40분으로 이동한 《웃음을 찾는 사람들》이 2007년 11월 15일부터 목요일 밤 11시 10분으로 이동하여 5회 만에 막을 내렸는데 2007년 10월 11일에는 수목 미니시리즈 《로비스트》3~4회 연속 편성으로 결방됐다.
이후, 2008년 1월 21일 월요일 시간에 재편성됐으나 해를 거듭할수록 연예인 출연진들의 사생활과 신변잡기가 주를 이뤘다는 지적을 사 같은 해 4월 21일 방영분을 끝으로 또다시 폐지됐는데 4월 7일에는 9시부터 2008 스페이스 코리아 <대한민국 영재 대격돌> 편성, 10시 10분부터 <선거방송연설> 편성, 10시 20분부터 월화 미니시리즈 《사랑해》편성, 11시 35분부터 특선다큐 <달을 팝니다> 편성 때문에 결방됐다.

## 방송 시간
| 방송 채널 | 방송 기간                        | 방송 시간                            | 방송 분량  |
| --------- | -------------------------------- | ------------------------------------ | ---------- |
| SBS TV    | 2008년 1월 21일 ~ 2008년 2월 4일 | 매주 월요일 밤 11시 15분 ~ 12시 25분 | 1시간 10분 |
| SBS TV    | 2008년 2월 18일                  | 매주 월요일 밤 11시 15분 ~ 12시 25분 | 1시간 10분 |
| SBS TV    | 2008년 3월 31일                  | 매주 월요일 밤 11시 15분 ~ 12시 25분 | 1시간 10분 |
| SBS TV    | 2008년 2월 11일 ~ 2008년 2월 4일 | 매주 월요일 밤 11시 25분 ~ 12시 35분 | 1시간 10분 |
| SBS TV    | 2008년 2월 25일                  | 매주 월요일 밤 11시 25분 ~ 12시 35분 | 1시간 10분 |
| SBS TV    | 2008년 3월 3일 ~ 2008년 3월 24일 | 매주 월요일 밤 11시 10분 ~ 12시 20분 | 1시간 10분 |
| SBS TV    | 2008년 4월 14일                  | 매주 월요일 밤 11시 10분 ~ 12시 20분 | 1시간 10분 |
| SBS TV    | 2008년 4월 21일                  | 매주 월요일 밤 11시 5분 ~ 12시 15분  | 1시간 10분 |

## 출연자
- 신동엽
- 김희철
- 정찬우

## 진행 형식
매주 4명의 MC와 유명인 패널이 설문 조사에 응답한 50명/커플의 답변을 알아맞힌다. 그들이 주어진 답변을 알아맞히지 못한다면, 해당 과제는 상금에 대한 답변을 알아맞혀야 하는 참가자에게 전달된다.